# Szvit (film)
A Szvit 1968-ban bemutatott magyar rajzfilm, amely Kodály Zoltán  daljátéka nyomán készült. Az animációs játékfilm rendezője és írója Richly Zsolt, zeneszerzője Balázs Árpád. A mozifilm a Pannónia Filmstúdió gyártásában készült.

## Rövid tartalom
Öt magyar népdal énekkari feldolgozásának tartalma, hangulata, ritmusa a magyar népi díszítőművészet elemeit felhasználó színek és formák segítségével.

## Alkotók
- Előadó: Budapesti Kodály Zoltán leánykar
- Kodály Zoltán  daljátéka alapján írta, tervezte és rendezte: Richly Zsolt
- Zenéjét szerezte: Balázs Árpád
- Karmester: Andor Ilona
- Operatőr: Harsági István, Nagy Csaba
- Hangmérnök: Horváth Domonkos
- Vágó: Czipauer János
- Rajzolta: Koltai Jenő
- Munkatársak: Dobrányi Géza, Kun Irén
- Gyártásvezető: Kunz Román

Készítette a Pannónia Filmstúdió.

## Díja
1970-ben a Miskolci Rövidfilmfesztiválon a Miskolci Egyetem különdíját nyerte el.